# Göran Persson
Hans Göran Persson (Vingåker, 20 januari 1949) is een Zweeds politicus. Hij was leider van de sociaaldemocratische partij SAP en werd in 1996 premier van zijn land. Hij bleef dit tot aan de verkiezingen van zondag 17 september 2006. Toen verloor Persson van de conservatieve oppositie en werd hij opgevolgd door Fredrik Reinfeldt.

## Achtergrond
Persson werd geboren in een arbeidersgezin in Vingåker in de provincie Södermanland. Op jonge leeftijd wilde hij graag geestelijke worden, maar hij ging onder meer sociologie studeren aan de hogeschool van Örebro. In 1971 verliet hij deze school zonder diploma. Hij sloot zich vervolgens aan bij de Zweedse Sociaaldemocratische Jeugdliga (SSU) en bij de Zweedse Sociaaldemocratische Arbeiderspartij (SAP). Van 1972 tot 1975 was hij lid van het bestuur van de SSU. Naast zijn lidmaatschap van de SAP is Göran Persson ook steeds lid geweest van de Sveriges Kristna Socialdemokraters Förbund (Zweeds Christelijk Sociaaldemocratisch Verbond, onderdeel van de SAP).
Als Persson in 2004 een eredoctoraat in de geneeskunde ontvangt van de inmiddels tot universiteit opgewaardeerde hogeschool van Örebro, ontstaat er een discussie die tot in de Zweedse Rijksdag wordt gevoerd.

## Politieke carrière
Van 1979 tot 1984 was hij lid van de Rijksdag en van 1984 tot 1989 gemeenteraadslid in Katrineholm, een gemeente vlakbij zijn geboorteplaats.
In 1989 werd Persson minister van Onderwijs in het kabinet van Ingvar Carlsson, tot de verkiezingen van 1991, waarbij de Sociaaldemocraten zwaar verloren.
In 1991 keerde Göran Persson in de Rijksdag terug. Van 1994 tot 1996 was hij minister van Financiën. In de jaren negentig leed Zweden erg onder de recessie, waardoor de werkloosheid steeg. Bij de parlementsverkiezingen van 1994 werd minister-president Carl Bildt afgestraft voor zijn beleid. De Sociaaldemocraten wonnen de verkiezingen, met 45% van de stemmen.

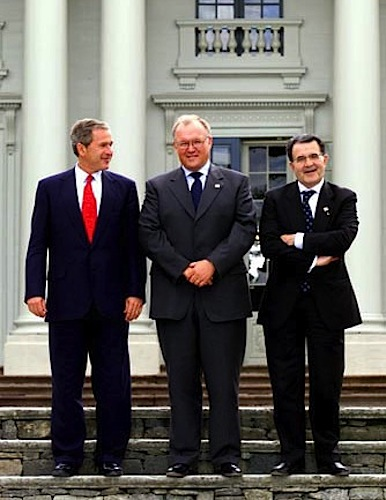
Göran Persson (in het midden) met de Amerikaanse president George W. Bush en de voorzitter van de Europese Commissie Romano Prodi voor het kasteel Gunnebo Slott, Göteborg, 14 juni 2001.

## Premierschap
In 1994 werd Persson minister van Financiën in het nieuwe kabinet, dat weer onder leiding stond van premier Ingvar Carlsson. Die zou in 1996 opstappen als premier, met verschillende kandidaten om hem op te volgen, zoals vicepremier Mona Sahlin en minister Persson. Hij werd verkozen en volgde Ingvar Carlsson op 21 maart 1996 op als premier.
Bij de parlementsverkiezingen van 1998 verloor de SAP fors, maar bleef toch de grootste partij. Met de steun van de groenen en de ex-communisten kon de regering aanblijven. Persson besloot twee weken na de verkiezingen zijn kabinet te herschikken: acht ministers werden vervangen.
In 2000 groeide de Zweedse economie weer sterk, met uitschieters tot 4%. De werkloosheid daalde tot het laagste niveau in jaren, maar de Sociaaldemocraten konden hiervan niet profiteren. In de opiniepeilingen daalde de steun voor de partij. De eurosceptische partijen konden hiervan profiteren.
Bij de parlementsverkiezingen van 2002 won de SAP veel zetels. Persson besloot verder te gaan met een minderheidsregering, ondanks eerdere oproepen van partijen die de SAP steunden om een grote coalitie te vormen.
Toen de SAP de parlementsverkiezingen van 2006 verloor, verklaarde Persson dat hij zou opstappen als partijleider, tijdens het partijcongres in maart 2007. Hij werd opgevolgd door Mona Sahlin.
Persson is in totaal tien jaar minister-president geweest, hiermee is hij de op een na langst regerende
premier van Zweden, na Tage Erlander, die 23 jaar premier was. Persson staat bekend om zijn strakke, soms autoritaire regeerstijl. Zo bereidde hij speeches voor zonder zijn staf. In de periode van zijn premierschap heeft Zweden verschillende cruciale gebeurtenissen meegemaakt, zoals de moordaanslag op de minister van Buitenlandse Zaken Anna Lindh op 10 september 2003, de tsunami in de Indische Oceaan op 26 september 2004 waarbij ruim 500 Zweedse slachtoffers vielen, en de Deense Mohammed-cartoonrel in 2006, die leidde tot zware protesten tegen Scandinaviërs en na een controverse met de rechtse anti-migrantenpartij Zweedse Democraten ook tot het ontslag van de minister van Buitenlandse Zaken Laila Freivalds.

## Buitenlands beleid
In 1998 stond Göran Persson aan de basis van de International Holocaust Remembrance Alliance. 
In 2001 ontving hij de Raoul Wallenberg Award, een prijs van het Raoul Wallenberg Comitee van de Verenigde Staten.
Perssons buitenlandse beleid kan worden gezien als rechts en behoudsgezind binnen de SAP. Zo steunde Persson de Oorlog in Afghanistan in 2001. Maar hij gaf echter geen steun voor de Irakoorlog van 2003, omdat het niet door de Verenigde Naties werd gesteund.

## Gezondheidsproblemen
In september 2003 werd Persson opgenomen vanwege artrose. Hij moest onder het mes voor een nieuwe heup, meldde zich daarvoor bij de Zweedse publieke gezondheidszorg en kwam zodoende op een wachtlijst te staan, waardoor hij pas in juni 2004 geopereerd werd. Voor de operatie slikte hij gedurende 9 maanden veel zware pijnstillers en moest hij vanwege de pijn vele bezoeken afzeggen.

## Privéleven
Op 6 december 2003 trouwde hij met Anitra Steen, zijn derde vrouw. Zij is de huidige directeur van de Zweedse staatsslijterij Systembolaget. Zijn eerste vrouw heette Gunnel Claesson. Ze trouwden in 1978 en ze kregen twee dochters. In 1995 scheidden ze en op 10 maart 1995 hertrouwde Persson met Annika Barthine, van wie hij in december 2002 scheidde.
In 2004 kochten Persson en Steen 190 hectare landbouwgrond, genaamd Övre Torp, in zijn thuisprovincie Södermanland. In 2006 hebben ze er een huis laten bouwen.